# 일향종
일향종(일본어: 一向宗 잇코우슈우[*])이란 불교의 종파이다.
1. 가마쿠라 시대의 정토종 승려 잇코 준쇼(一向俊聖)가 개창한 일본의 불교 종파이다. 에도 막부에 의해 시종(時宗)에 강제적으로 통합되어 「시종일향파(時宗一向派)」로 개칭되었다.
2. 외부인이 일본의 정토진종, 특히 혼간지(本願寺) 교단을 가리키는 호칭이다. 에도 막부에 의해 강제적으로 정토진종의 공식 명칭이 되었다.

불교사적인 개념으로는, 본래 전자만이 일향종의 바른 정의라고 여겨지나, 센고쿠 시대의 일향일규(一向一揆)의 인상과 에도 막부가 행한 전자의 강제 통합(일향종 사용 금지)와 후자의 강제 개칭(일향종 사용 강요) 때문에 오늘날에는 후자를 의미하는 경우가 일반적이다.